# تپه کهوللی دره ۱
تپه کهوللی دره ۱ مربوط به هزاره اول قبل از میلاد - سده‌های میانه دوران‌های تاریخی پس از اسلام است و در شهرستان مراغه، بخش سراجو، دهستان سراجوی شرقی، روستای پالچخلو واقع شده و این اثر در تاریخ ۲۵ آبان ۱۳۸۷ با شمارهٔ ثبت ۲۳۶۳۹ به‌عنوان یکی از آثار ملی ایران به ثبت رسیده است.